# Merluccius merluccius
La merluza europea, pescada, pescadilla o pijota (Merluccius merluccius) es un pescado blanco y de agua salada de la familia de los merlúcidos, distribuida por las costas de casi toda Europa y el norte de África.

## Anatomía
Su tamaño es de 80 a 130 cm. con un peso de 2 a 10 kg.

## Hábitat y biología
Habita en una profundidad media de doscientos metros. Vive en temperaturas en el orden de los 5 °C. Come peces más pequeños (anchovetas, otras merluzas, etc.) calamares y zooplancton.

## Pesca

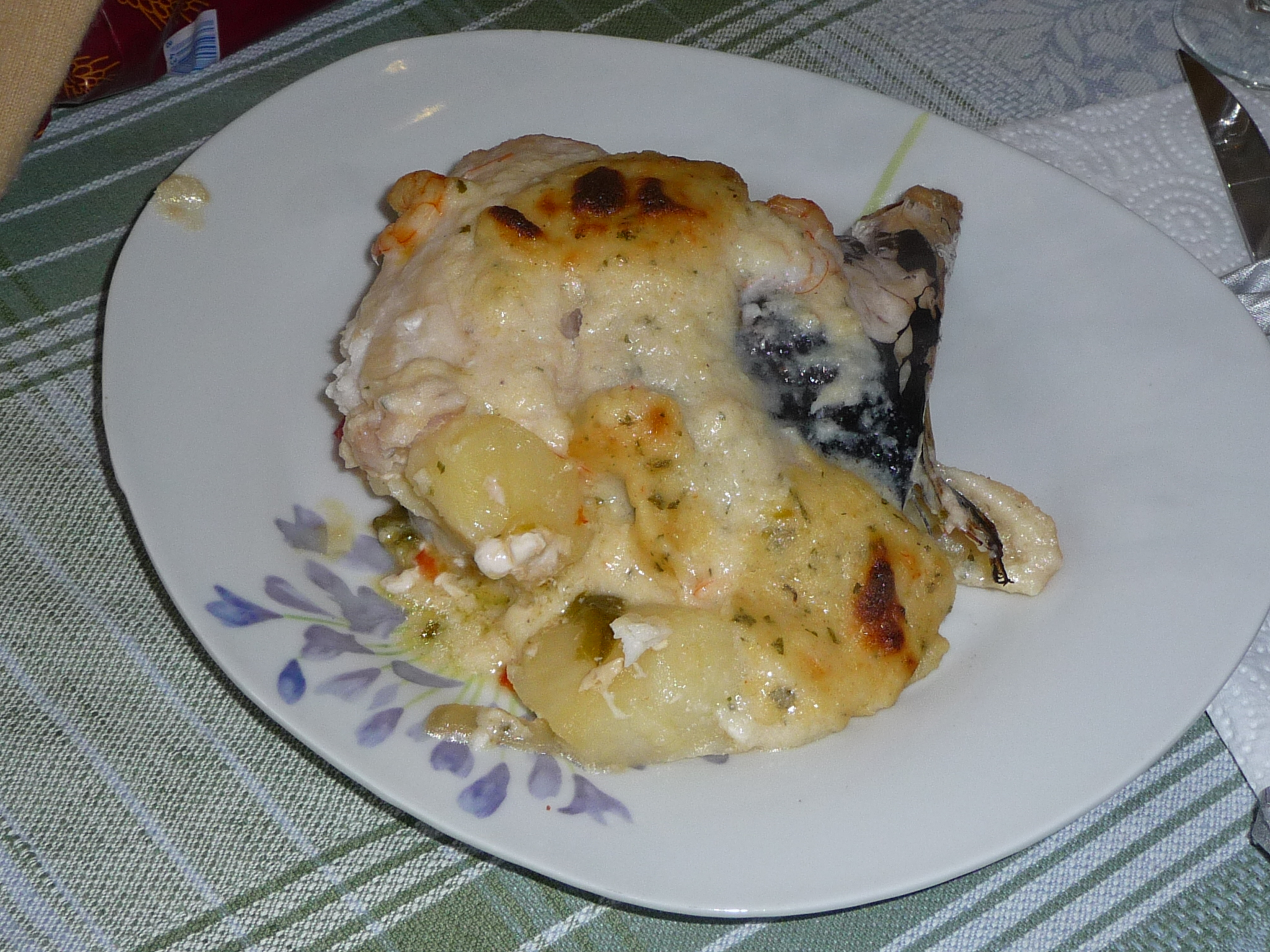
Merluza con bechamel

Es una especie pescada en gran abundancia. Se pesca mediante palangre (merluza de pincho), redes de enmalle (volanta) o al arrastre. Es una especie muy comercializada y abundante en los mercados, alcanzado un alto precio sobre todo la de pincho. Es uno de los pescados más usados en la cocina española (6 kg/persona/año).